# Solregn (musikalbum)
Solregn är en CD-box från 2001 av Ted Gärdestad.

## Låtlista

### Skiva 1
1. I'd Rather Write A Symphony radio Edit
2. Ge en sol
3. Sol vind och vatten
4. Äntligen på väg
5. Sommarlängtan
6. Ett stilla regn
7. I dröm och fantasi
8. Lyckliga dagar
9. Oh, vilken härlig da’
10. Chapeau-Claque
11. Låt kärleken slå rot
12. Helt nära dej
13. Angela
14. Baby blue eyes
15. Kaliforniens guld
16. Klöversnoa
17. Helena
18. Down at the Zoo
19. Regnbågen

### Skiva 2
1. Just for the Money
2. När du kommer
3. Jag ska fånga en ängel
4. Hon är kvinnan
5. Franska kort
6. Räcker jag till
7. Så mycket bättre
8. Back in the Business
9. Love Lies Free
10. Love, You’re Makin’ All the Fools
11. Take Me Back to Hollywood
12. 505 to Casablanca
13. You Got Me Dancing
14. Darling It’s You
15. Magical Girl
16. Rockin ’n’ Reelin’
17. Buffalo Bill
18. Fantomen

### Skiva 3
1. Nobody Loves You Now
2. I den stora sorgens famn
3. Don’t Treat Me This Way
4. Betlehem
5. Natt efter natt
6. I min radio
7. Can’t Stop the Train
8. Wanna Live – Got to Give
9. Tid faller hårt
10. Puddle of Pain
11. The Reason
12. När showen är slut
13. Ruva min själ
14. Kejsarens kläder
15. Öppna din himmel

### Skiva 4
1. Jag vill ha en egen måne
2. Gitarren och jag
3. För kärlekens skull
4. Jag bygger ett torn
5. Snurra du min värld
6. Himlen är oskyldigt blå
7. Universum
8. Satellit
9. Eiffeltornet
10. Stormvarning
11. Humbuggie-woogie
12. Kom i min fantasi
13. Come Give Me Love
14. Låt solen värma dig
15. Hoppets eld
16. Jag vill ha en egen måne (instrumental)